# Кай Фридрих Ревентлов
Кай Фридрих фон Ревентлов (на немски: Cay Frederik von Reventlow; * 13 юни 1685 в Копенхаген; † 27 ноември 1762 в Алтенхоф при Екернфьорде) е благородник от род Ревентлов от Шлезвиг-Холщайн, господар в Алтенхоф при Екернфьорде в Шлезвиг-Холщайн и секунде-лейтенант.
Той е най-малкият син (от 12 деца) на датския тайен съветник Хенинг Ревентлов (1640 – 1705) и съпругата му Маргрета Румор (1638 – 1705), дъщеря на Хайнрих Румор (1600 – 1653) и Ида Брокдорф (1600 – 1668). Най-големият му брат е Дитлеф Ревентлов-Хьолтенклинкен (1666 – 1733).
През 1767 г. син му Дитлев/Детлеф Ревентлов образува графската линия на фамилията Ревентлов.

## Фамилия
Кай Фридрих фон Ревентлов се жени на 12 април 1710 г. за Хедевиг Ида фон Бухвалд (* 12 март 1690; † 6 юни 1761), dwshterq na Bendiks Bertram fon Buhvald-Lamers hagen († 1717) i Otiliq Eliszabet fon Alefeldt (1666 – 1706). Те имат 15 деца:
- Бенедикта Маргрета Ревентлов (* 10 юли 1711; † 9 юли 1742), омъжена през август 1741 г. за 	Йохан фон Бюлов-Плюсков
- Дитлев/Детлеф Ревентлов (* 28 октомври 1712, Кил; † 5 декември 1783, Кил), юрист, дворцов майстер на трон принца Кристиан (1755), датски граф на 14 декември 1767 г., женен на 13 април 1745 г. за Маргрета фон Рабен-Лундсгаард (* 8 декември 1726, Копенхаген; † 13 септември 1793, Кил); имат 8 деца
- София Емеренца Ревентлов (* 14 март 1714; † 10 септември 1715)
- Отилия Елизабет Ревентлов (* 18 август 1715; † 10 септември 1717)
- Хедевиг Ида Ревентлов (* 26 ноември 1716; † 1717)
- Фредерика Елизабет Ревентлов (* 15 януари 1718; † 21 януари 1771, Щернберг), омъжена на 7 май 1734 г. за Йоахим Албрехт фон Шперлинг-Рубов (* 1702; † 3 декември 1763, Щернберг)
- Анна Хенриета Ревентлов (* 25 юни 1719; † 1720)
- София Фредерика Доротея Ревентлов (* 1720; † 29 декември 1795, Пронсторф), омъжена 1753 г. за Хенинг фон Бухвалд-Пронсторф (* 18 септември 1705, Пронсторф; † 18 септември 1760, Пронсторф)
- Бенедикт Фредерик Ревентлов (* 11 октомври 1721; † 16 юли 1741, Алтенхоф, Екернфьорде)
- София Магдалена Ревентлов (* 5 ноември 1722; † 10 ноември 1797 в манастир Преетц)
- Хайнрих Ревентлов-Калтенхоф (* 14 февруари 1724; † 7 април 1807), камерхер, 1783 г. таен съветник, женен за Агата Хедвиг фон Бломе (* 9 октомври 1732, Боргхорст; † 19 май 1812)
- Конрад Кристиан Ревентлов (* 1 март 1726; † 1727)
- Кристина Елизабет Ревентлов (* 24 април 1727; † 5 май 1728)
- Кай Бертрам Ревентлов (* 1 юни 1728, Алтенхоф, Екернфьорде; † 26 октомври 1750, Копенхаген)
- Анна Емеренция Ревентлов (* 4 октомври 1731; † 31 октомври 1732)